# Ascaso
Ascaso es una localidad española perteneciente al municipio de Boltaña, en el Sobrarbe, provincia de Huesca, Aragón.

## Geografía
Está enclavada en un pequeño montículo a 1000 m de altura sobre el valle del Río Ara en la zona del Prepirineo. La protege de los vientos del noroeste el monte Nabaín (1.796 metros). Hoy es un lugar tranquilo, en plena naturaleza, atravesado por el Meridiano Cero.
Se accede por una pista forestal asfaltada de 4 kilómetros. La pista sale del punto kilométrico 447 de la N-260 (Eje Pirenaico). Mediante esta carretera es fácil acceder desde Ascaso al Parque Nacional de Ordesa y Monte Perdido, cogiéndola bien hacia Broto para acceder al Valle de Ordesa, bien hacia Aínsa para acceder al Cañón de Añisclo, las Gargantas de Escuaín y el Valle de Pineta.

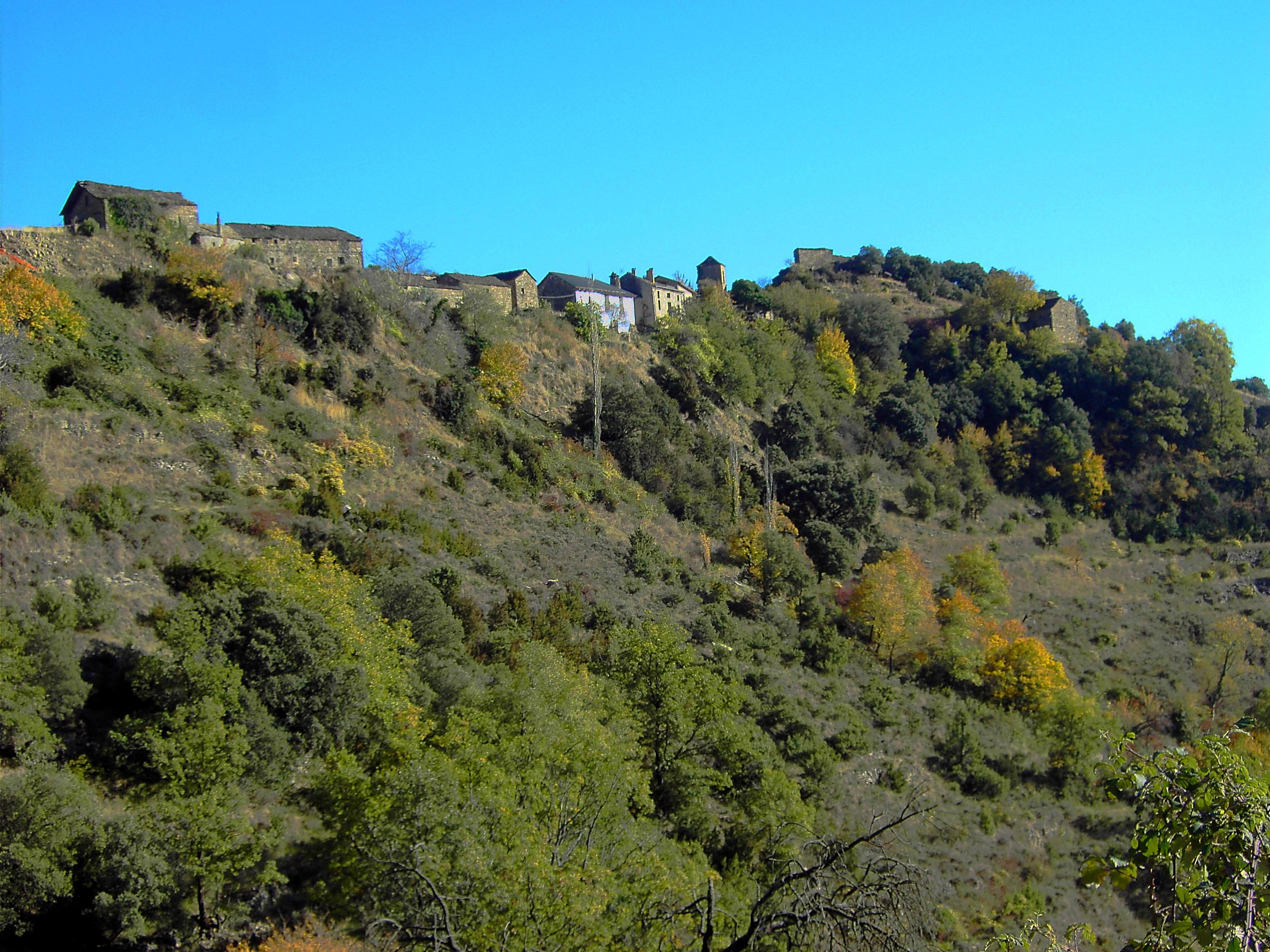
Ascaso en lo alto.

Llegó a tener 43 habitantes en los años 50 pero, a partir de 1960, fue despoblándose hasta quedar casi completamente abandonada y sus edificios arruinados. En 1991, contaba 15 habitantes, quedaban 3 en 2015, y en 2024 tiene 11 personas que residen en la aldea de forma permanente.

## Actividad
Son famosas las pozas del barranco de Ascaso, una sucesión de 20 cavidades excavadas por su arroyo en la piedra caliza y utilizadas esporádicamente como zona de baño. Se accede en apenas 15 minutos caminando desde el pueblo hasta el puente de piedra bajo el que se suceden las pozas. A veces su acceso puede resultar resbaladizo, sobre todo si se acude con niños. No suelen contar con mucha agua, a no ser que se visiten en los meses de lluvia. 
A partir de 1995 se van rehabilitando algunas casas, una de ellas, dedicada al Turismo rural.
Destacan entre sus edificios la Pardina de Santa María, la Casa Juez y la vieja fragua con su reloj solar pintado al fresco.

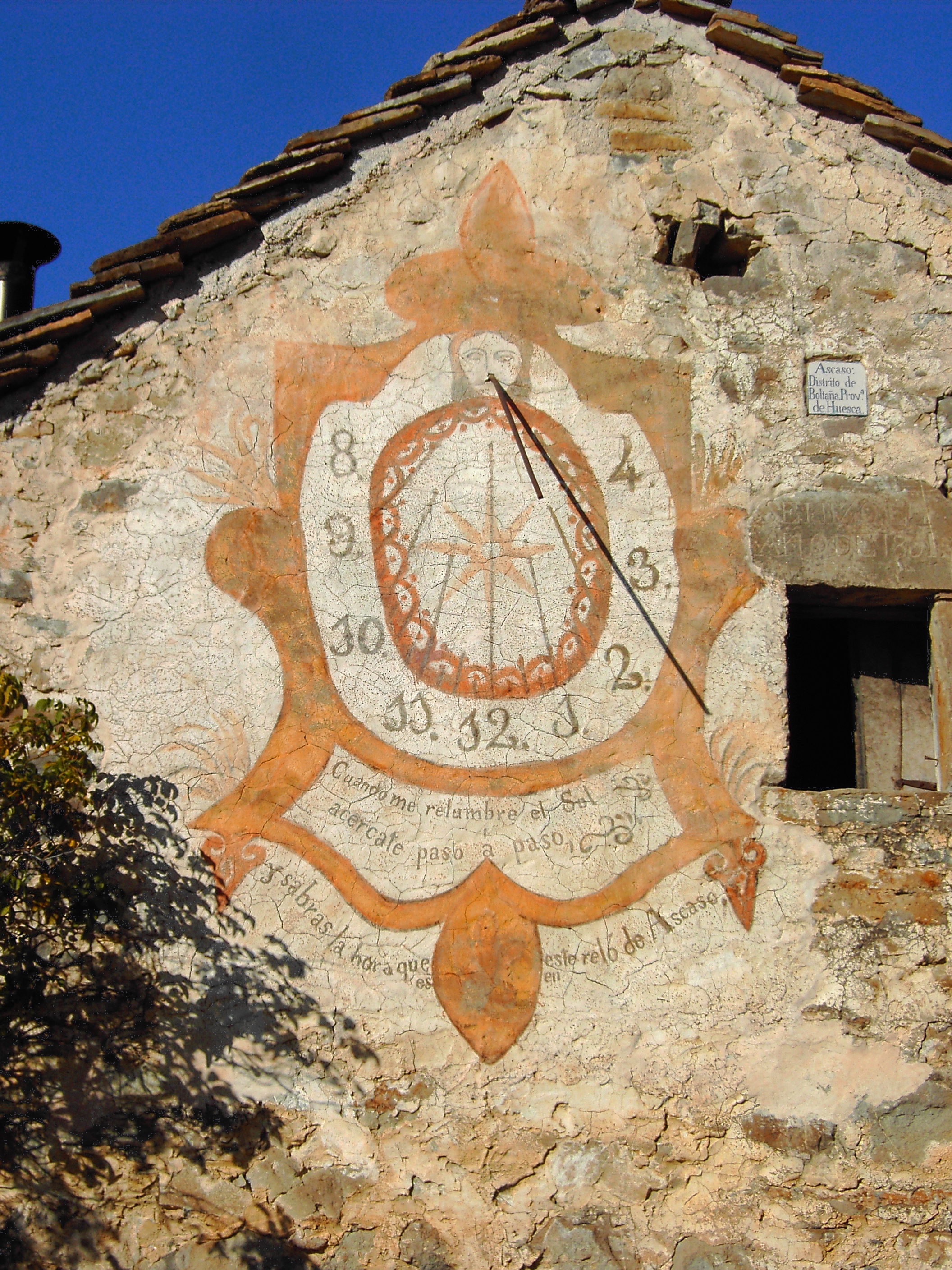
El famoso reloj de sol de Ascaso.

En 2022, entró en funcionamiento una central fotovoltaica de última tecnología, que la Asociación de Vecinos/as y Amigos/as de Ascaso ‘Los relojes’ llevaba años reivindicando, proyectada y financiada por la Diputación de Huesca, y ejecutada por el Ayuntamiento de Boltaña. La central proporciona una potencia eléctrica de 15 kW, suficientes para cubrir las necesidades actuales de Ascaso, incluida la Muestra de cine. En todo caso, está preparada para doblar su capacidad, hasta los 30 kW, si en un futuro fuera necesario.

## Fiestas
- 5 de septiembre: Fiesta de San Julián, con baile y comida vecinal en la Plaza, (se celebra el primer sábado de septiembre).

## Festival de Cine
Cada año desde 2012, y a pesar de su aislamiento, a últimos de agosto se celebra la Muestra de Cine de Ascaso, un festival de cine que se define como La muestra de cine más pequeña del mundo. En 2015 tenía programado el pase de 7 películas, dos sesiones de cortometrajes y una exposición de fotos del fotógrafo brasileño Sebastiao Salgado. Se organizan tertulias con directores invitados tras las proyecciones. En la edición de 2016, estuvieron presentes los directores de cine Jonás Trueba y Marc Recha, y se pudo ver la exposición Miradas del cine español del fotógrafo Chus Arcas. La Muestra reúne a cientos de personas, llenando todo el aforo que puede ofrecer la pequeña aldea, que queda abarrotada.
El éxito de público y su repercusión mediática han permitido consolidar al festival como uno de los más importantes del cine independiente en Aragón. En 2024, se le reconoció con el premio «Aragonés del Año» en la categoría de Cultura por ser un ejemplo de cómo la cultura puede revertir el fenómeno de la despoblación.